# Хелена фон Нюрнберг
Хелена фон Нюрнберг или Хелена фон Цолерн-Нюрнберг (на немски: Helene von Nürnberg; Helena von Zollern-Nürnberg; * ок. 1307; † пр. 1374/сл. 14 ноември 1378) от род Хоенцолерн е бургграфиня от Нюрнберг и чрез женитби графиня на Ваймар-Орламюнде и на Шварцбург.
Тя е най-голямата дъщеря на бургграф Фридрих IV фон Нюрнберг (1287 – 1332) и съпругата му принцеса Маргарета от Каринтия (1290 – 1348) от род Горица-Тирол, дъщеря на граф Албрехт фон Тирол († 1292), и внучка на херцог Майнхард II.
Хелена е сестра на Йохан II († 1357), бургграф на Нюрнберг, Конрад III († 1334), бургграф на Нюрнберг, Фридрих фон Цолерн-Нюрнберг († 1368), княжески епископ на Регенсбург (1340 – 1365), Албрехт Красивия († 1361), бургграф на Нюрнберг, Бертхолд фон Цолерн († 1365), княжески епископ на Айхщет (1351 – 1365).

## Фамилия
Хелена фон Нюрнберг се омъжва ок. 1321 г. за граф Ото VIII (VII) фон Ваймар-Орламюнде († 12 март 1335), граф на Лауенщайн, Графентал-Лихтенберг, син на граф Херман IV (V) фон Ваймар-Орламюнде († 1319) и Мехтхилд фон Рабенсвалд († 1334/1338). Те имат три деца:

- Хелена фон Орламюнде († 19 юни 1369), омъжена 1369 г. за херцог Хайнрих VIII (VII) от Силезия-Бриг († 1399)
- Фридрих II фон Орламюнде († 14 октомври 1368), граф на Орламюнде, женен пр. 18 ноември 1357 г. за София фон Шварцбург-Бланкенбург († 1392), дъщеря на крал Гюнтер XXI фон Шварцбург-Бланкенбург († 1349)
- Ото († сл. 1335), каноник във Вюрцбург 1335

Хелена фон Нюрнберг се омъжва втори път между януари 1341 и 27 януари 1346 г. за граф Хайнрих VIII (IX) фон Шварцбург (* ок. 1300; син на граф Гюнтер XII фон Шварцбург († 1308) и Мехилтд фон Кефернбург († ок. 1334). Тя е втората му съпруга. Нейният съпруг Хайнрих е женен преди това за Хелена фон Шауенбург (* пр. 28 януари 1341) и има с нея 10 деца.
Те имат един син:
- Хайнрих XV († 1402), граф на Шварцбург-Лойтенберг (1362 – 1402), женен ок. 1373 г. за Анна фон Плауен († сл. 26 октомври 1412)